# ヴァルブレンタ
ヴァルブレンタ（伊: Valbrenta）は、イタリア共和国ヴェネト州ヴィチェンツァ県にある、人口約4,900人の基礎自治体（コムーネ）。
2019年1月30日にカンポロンゴ・スル・ブレンタ、チズモーン・デル・グラッパ、サン・ナザーリオとヴァルスターニャが合併して発足した。

## 地理

### 位置・広がり

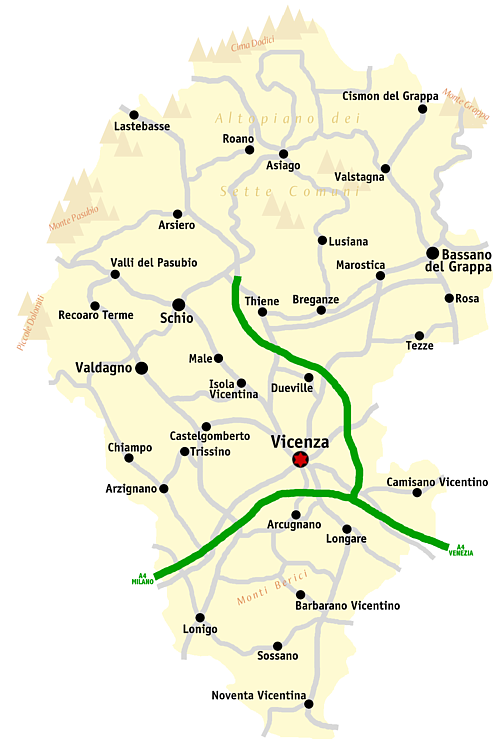
ヴィチェンツァ県概略図

ヴィチェンツァ県北東部に位置するコムーネ。

#### 隣接コムーネ
隣接するコムーネは以下の通り。括弧内のBLはベッルーノ県、TVはトレヴィーゾ県、TNはトレント自治県所属を示す。
- アルシエ (BL)
- アジアーゴ
- バッサーノ・デル・グラッパ
- ボルソ・デル・グラッパ (TV)
- エーネゴ
- フォーツァ
- グリーニョ (TN)
- ルジアーナ・コンコ
- ピエーヴェ・デル・グラッパ (TV)
- ポーヴェ・デル・グラッパ
- セレーン・デル・グラッパ (BL)
- ソラーニャ

### 地震分類
イタリアの地震リスク階級 (it) では、zona 2 (sismicità media) に分類される。

## 行政

### 分離集落
ヴァルブレンタには、以下の分離集落（フラツィオーネ）がある。
- Campolongo sul Brenta, Carpanè, Cismon del Grappa, Collicello, Corlo, Costa, Fastro Bassanese, Merlo, Oliero, Primolano, Rivalta, San Gaetano, San Marino, San Nazario, Sasso Stefani, Valstagna